# صامويل أوفوري (لاعب كرة قدم مواليد 1999)
صامويل أوفوري، لاعب كرة قدم غاني، يلعب في روشن كولاب الطاجيكي.

## روابط خارجية
- صامويل أوفوري (لاعب كرة قدم مواليد 1999) على موقع قاعدة بيانات كرة القدم.إي يو (الإنجليزية)
- صامويل أوفوري (لاعب كرة قدم مواليد 1999) على موقع Soccerway.com (الإنجليزية)